# Tom Whittaker
Thomas James Whittaker (ur. 21 lipca 1898 w Aldershot, Hampshire, zm. 24 października 1956 w Londynie) – angielski trener piłkarski i piłkarz.
W ciągu całej swojej działalności w futbolu Whittaker związany był tylko z jednym klubem – Arsenalem. Najpierw w latach 1919-1925 jako zawodnik, zaś od 1947 do śmierci, czyli do 1956 jako trener.
W czasie II wojny światowej był pilotem RAFu, zaś za udział w misji D-Day otrzymał Order Imperium Brytyjskiego.
Zmarł na zawał 24 października 1956 w University College Hospital w Londynie w wieku 58 lat.